# Теуелче
Теуелче (ісп. tehuelche, від мапудунгун chewel che — «хоробрі люди» або patagón — «патагонці») — група індіанських народів Патагонії. Вважається, що саме цих індіанців вперше побачили європейці при дослідженні Патагонії, вони були описані як народ гігантів, можливо через високий середній ріст представників народу. Згідно з переписом INDEC у 2001 році нараховувалося 4300 теуелче в провінціях Чубут і Санта-Крус та ще 1 637 в інших частинах Аргентини, чисельність в Чилі невідома. В стародавні часи теуелче розмовляли мовою теуелче (групи чон), проте в процесі арауканізації перейняли мапудунгун, мову мапуче.